# Діаграма Муді

Діаграма Муді відображає залежність коефіцієнта тертя Дарсі-Вейсбаха λ_{D} від числа Рейнольдса Re для різних значень відносної шорсткості ε/d

Діагра́ма Му́ді (англ. Moody chart або англ. Moody diagram) — безрозмірнісний графік залежності коефіцієнта гідравлічного тертя Дарсі-Вейсбаха (λD) як функції числа Рейнольдса (Re) та відносної шорсткості (ε/d) для потоку повного перетину у круглій трубі. Цей графік використовується для розрахунку втрат тиску або витрати у заданій трубі.

## Історична довідка
У 1944 році Льюїс Феррі Муді опублікував графік, який відображав коефіцієнт гідравлічного тертя з формули Дарсі-Вейсбаха як функцію від числа Рейнольдса Re для різних значень відносної шорсткості ε/D. Цей графік відомий як графік (діаграма) Муді. Ця робота є адаптацією підходів Гантера Роуза з використанням системи координат, запропонованих Р. Дж. С. Піготтом, публікація якого ґрунтувалася на аналізі приблизно 10 000 експериментів з різних першоджерел. Дослідження потоків рідини в трубах зі штучною шорсткістю, виконані німецьким інженером і фізиком грузинського походження І. Нікурадзе, були на той час занадто свіжими, щоб Піготт міг взяти їх до уваги.
Ця діаграма є графічною інтерпретацією функції, опублікованої у 1939 році Колбруком і Вайтом (C. F. Colebrook & C. M. White), що є відображенням залежності згаданих вище параметрів у перехідній зоні між гладкими і шорсткими трубами чи області неповної турбулентності.
У вітчизняній літературі 1950-1980-х років для знаходження коефіцієнта гідравлічного тертя рекомендувались до використання графіки Всесоюзного теплотехнічного інституту, отримані Г. О. Муріним, що за своїм змістом мало чим відрізняються від діаграми Муді.

## Опис та використання
Цей безрозмірнісний графік використовується при визначенні спаду тиску Δp [Па], що виникає в результаті прояву гідравлічного тертя по довжині труби при русі по ній рідини. Втрату напору на довжині L труби діаметром d можна розрахувати за допомогою формули Дарсі–Вейсбаха, у якій фігурує коефіцієнт Дарсі λD:
{\displaystyle h_{f}=\lambda _{D}{\frac {L}{d}}{\frac {V^{2}}{2\,g}};}
Тоді спад тиску можна розрахувати так:
{\displaystyle \Delta p=\rho \,g\,h_{f}}
або прямо з
{\displaystyle \Delta p=f_{D}{\frac {\rho V^{2}}{2}}{\frac {L}{d}},}
де ρ — густина рідини, V — середня швидкість потоку у трубі, {\displaystyle \lambda _{D}} — коефіцієнт тертя, визначений по діаграмі Муді, L — довжина труби а d — її діаметр.
Діаграма дає інформацію про залежність коефіцієнта тертя Дарсі від числа Рейнольдса для різних значень відносної шорсткості, котра визначається як відношення середньої висоти нерівностей у трубі до її діаметра: ε/d .
На діаграмі Муді можна виділити дві ділянки для двох режимів потоку: ламінарного і турбулентного. 
Для режиму ламінарного потоку (Re <~ 3000) шорсткість не робить помітного впливу на потік і коефіцієнт тертя {\displaystyle \lambda _{D}} було визначено аналітичним шляхом Ж.-Л.-М. Пуазейлем:
{\displaystyle \lambda _{D}=64/\mathrm {Re} ,}  (для ламінарного потоку).
Для турбулентного режиму потоку взаємозв'язок між коефіцієнтом тертя {\displaystyle \lambda _{D}}, числом Рейнольдса Re та відносною шорсткістю ε / d є складнішим.
Залежно від співвідношення висоти нерівностей на поверхні труби і товщини в'язкого пристінного прошарку можна виділити декілька характерних зон:
- зона гідравлічно гладких труб (англ. smuth pipe) — товщина ламінарного пристінного прошарку є більшою за висоту нерівностей ({\displaystyle \delta _{\text{л}}>\epsilon }) і останні не є джерелом утворення вихорів, а значить і додаткових втрат енергії. У цьому випадку коефіцієнт гідравлічного тертя {\displaystyle \lambda _{D}} залежить лише від числа Рейнольдса, а втрати напору є пропорційними до середньої швидкості у степені {\displaystyle \sim 1,75} і ця зона відображається крайньою нижньою кривою на діаграмі Муді;
- перехідна зона (англ. transition region) — нерівності поверхні труби частково виступають з ламінарного прошарку ({\displaystyle \delta _{\text{л}}<\epsilon }) і є джерелом утворення вихорів (втрат). Товщина ламінарної плівки ще така, що втрати на тертя у ній є співмірними із втратами на вихроутворення. Тому коефіцієнт гідравлічного тертя у цьому випадку залежить від Re і {\displaystyle \epsilon }. Втрати у цьому випадку є пропорційними до середньої швидкості у степені 1,75…2,0. Модель цього зв'язку добре описується рівнянням Колбрука-Вайта (яке є неявною функцією від {\displaystyle \lambda _{D}}):

{\displaystyle {1 \over {\sqrt {f_{D}}}}=-2,0\log _{10}\left({\frac {\epsilon /d}{3,7}}+{\frac {2,51}{\mathrm {Re} {\sqrt {f_{D}}}}}\right),} (для турбулентного потоку).
- зона квадратичних труб (англ. complete turbulence) — характерна для великих чисел Рейнольдса, коли ламінарний підшар стає настільки тонким ({\displaystyle \delta _{\text{л}}\sim 0}), що втрати на тертя у ньому, порівняно із втратами на вихроутворення від шорсткості можна знехтувати. У цьому випадку коефіцієнт гідравлічного тертя залежить лише від шорсткості а втрати напору є пропорційними квадрату середньої швидкості.